# This Time Around (bài hát của Michael Jackson)
"This Time Around" là ca khúc nhạc pop do nghệ sĩ thu âm người Mỹ Michael Jackson trình bày, hợp tác với rapper The Notorious B.I.G. Bài hát xuất hiện trong album phòng thu thứ chín của Jackson, mang tựa đề HIStory: Past, Present and Future, Book I, phát hành năm 1995 dưới dạng đĩa kép. Bài hát được viết bởi Michael Jackson, Dallas Austin, Bruce Swedien và Rene Moore. Dallas Austin và Michael Jackson sản xuất bài hát, trong khi Bruce Swedien và René Moore cũng là đồng sản xuất. Lời bài hát nói về các vấn đề của một ca sĩ khi đối phó với sự nổi tiếng và ánh hào quang. Trong tháng 12 năm 1995, ca khúc đã được phát hành như một đĩa đơn quảng bá ở Hoa Kỳ, dưới dạng remixes và chỉnh sửa trên radio. "This Time Around" chỉ đạt được những thành công ít ỏi trên các bảng xếp hạng do chỉ phát hành trên sóng phát thanh. Ca khúc này nhận được những đánh giá trái chiều từ các nhà phê bình âm nhạc đương đại.

## Danh sách và định dạng track
U.S. promo 2x12" (ES 7603/ES 7604)
- A1. D.M. Mad Club Mix (10:23)
- A2. D.M. Radio Mix (4:05)
- B1. Maurice's Club Around Mix (9:00)
- B2. Georgie's House N Around Mix (6:04)
- C1. The Timeland Dub (7:22)
- C2. The Neverland Dub (Aftermath) (7:46)
- D1. The Don's Control This Dub (4:30)
- D2. UBQ's Opera Vibe Dub (7:00)
- D3. D.M.'s Bang Da Drums Mix (6:34)

U.S. promo 12" (EAS 7606)
- A1. Dallas Main Extended Mix (7:15)
- A2. Maurice's Hip Hop Around Mix (4:25)
- A3. Maurice's Hip Hop Around Mix (w/o Rap) (4:25)
- B1. Dallas Main Mix (6:40)
- B2. Dallas Main Mix (w/o Rap) (6:40)
- B3. Album Instrumental (4:12)

U.S. promo 12" (EAS 7607)
- A1. Uno Clio 12" Master Mix (9:25)
- A2. D.M. AM Mix (7:47)
- B1. D.M. Mad Dub (8:00)
- B2. Uno Clio Dub Mix (8:06)

Europe promo CD (SAMPCD 3598)
1. D.M. Radio Mix (4:05)
2. Dallas Radio Remix (4:31)
3. Maurice's Club Around Radio Mix (4:00)
4. Maurice's Hip Hop Around Mix (w/Drop) (4:18)
5. David Mitson Clean Edit (4:21)

"This Time Around"/"Earth Song" US Promo CD (ESK 7521)
1. "This Time Around" (Dallas Clean Album Phối lại) (4:12)
2. "This Time Around" (David Mitson Clean Edit) (4:21)
3. "This Time Around" (Dallas Radio Phối lại) (4:31)
4. "This Time Around" (Dallas Radio Remix [w/o Rap]) (4:31)
5. "This Time Around" (Maurice's Hip Hop Around Mix [w/Drop]) (4:18)
6. "This Time Around" (Maurice's Hip Hop Around Mix [w/o Rap]) (4:25)
7. "This Time Around" (Maurice's Club Around Radio Mix) (4:00)
8. "This Time Around" (D.M. Radio Mix) (4:05)
9. "Earth Song" (Chỉnh sửa radio) (5:02)
10. "Earth Song" (Phiên bản album) (6:46)
11. "Earth Song" (Hani's Radio Experience) (3:33)

## Bảng xếp hạng
| Bảng xếp hạng (1995/1996)                 | Vị trí cao nhất |
| ----------------------------------------- | --------------- |
| Billboard's Dance Music/Club Play Singles | 18              |
| Billboard Hot R&B/Hip-Hop Airplay         | 23              |
| Billboard Rhythmic Top 40                 | 36              |